# Aileen Wuornos
Aileen Wuornos (Aileen Carol Pittman) (Rochester, Michigan, 1956. február 29. – Bradford megye, Florida, 2002. október 9.) amerikai sorozatgyilkos volt, akit Florida államban 1992-ben injekció általi halálra ítéltek. Összesen ötször ítélték jogerősen halálra. Wuornos beismerte, hogy megölt hét férfit, akik állítása szerint megerőszakolták, vagy megpróbálták megerőszakolni, amikor prostituáltként dolgozott. Azzal védekezett, hogy a gyilkosságokat önvédelemből tette. 2002. október 9-én injekcióval végezték ki.

## Élete

### Gyerekkora
Aileen Carol Wuornos Michigan államban, Rochesterben született Leo Arthur Pittman és Dian Kathleen Wuornos második gyermekeként. Az anyai nagyszülei finn szálakra vezethetők vissza. Pittman, akit ő soha nem ismert meg, gyerekeket molesztált, ezért Kansasben ült börtönben, míg Michiganben elmegyógyintézetben volt. 1969. január 30-án Kansasben, a Kansas State Penitentiary börtönben halt meg, felakasztotta magát. Wuornos anyja, Dian 15 éves volt, amikor hozzáment Pittmanhez, 1954. június 3-án. A házasságukból két gyermek született: 1955-ben Keith, majd 1956-ban Aileen. Kevesebb, mint két évig tartott a házasságuk, amikor Dian és Pittman elváltak. Dian 1960-ban elhagyta a két gyermeket, akik az anyai nagyszülőkhöz, "Lauri" Jacob Wuornoshöz és ("Britta") Aileen Moilanenhez kerültek. Lauri és Britta törvényesen is adoptálták a gyerekeket, majd a michigani Troy-beli házukba költöztek, ahol a két gyereket sajátjaikkal együtt nevelték.
Wuornos azt állította, hogy nagyapja testileg és szexuálisan molesztálta, nagyanyja pedig alkoholista volt. Sue Russell könyvében, a Lethal Intentben azt írja, hogy a nagyapa többször is övvel korbácsolta meg a fiatal lányt. 12 évesen Aileen és bátyja Keith rájöttek, hogy Britta és Lauri valójában a nagyszüleik, nem "biológiai" szüleik. Aileen azt állította, hogy több szex-partnere is volt, beleértve a bátyját is. 14 éves volt, mikor teherbe esett. 1971. március 23-án hozta világra fiúgyermekét Detroitban, egy otthonban. Családja eldobta magától, az otthonból kiközösítették: saját lábára kellett állnia. Aileen gyermekét később adoptálták.
Britta Wuornos 1971 júliusában halt meg (hivatalosan májelégtelenség miatt, de Dian azt állította, hogy Lauri gyilkolta meg). Nagyanyja halála után Aileent és bátyját bíróságra vitték. A lány ekkor kezdett el prostituáltként dolgozni, az iskolából kirúgták. 1974 májusában felvette a Sandra Kretsch álnevet. A Colorado állambeli Jeffersonban börtönbe került ittas vezetésért, rendbontásért, illetve egy 22-es kaliberű pisztoly elsütése miatt. A bíróságon nem jelent meg, elszökött a városból.
1976-ban Wuornos stoppal eljutott Floridába, ahol megismerkedett a jachtklub elnökével, a 76 éves Lewis Gratz Fell-lel. Ugyanebben az évben összeházasodtak, amiről a helyi újságok is beszámoltak. Ennek ellenére Wuornos folytatta rossz életmódját, és a saját bárjaikban rendezett botrányokat, amiért ismét börtönbe került, de visszakönyörögte magát Fellhez, aki kihozta a fogdából.
Visszatért Michiganbe. 1976. július 13-án letartóztatták Antrim megyében a rend megzavarásáért, illetve egy bár pultosának bántalmazásáért (betörte a fejét). Szintén ekkor kapták el ittas vezetésért is, amiért 105 dolláros büntetést kapott.
Július 17-én a bátyja, Keith meghalt torokrákban, Aileen pedig 10 000 dollárt kapott az életbiztosításából. Wuornos és Fell szintén ekkor, július 21-én váltak el, hat hét házasság után. Augusztus 4-én kifizette a 105 dolláros büntetést, a maradék pénzt pedig mindössze két hónap alatt elköltötte; a kocsit pedig, amit kapott, később összetörte.

### Nehéz idők
1981. május 20-án Wuornos-t fegyveres rablásért tartóztatták le, Edgewater-ben (Florida). Emiatt 1982. május 4-én börtönbüntetésre ítélték, és 1983. június 30-án engedték ki.
1984. május 1-jén csekk-hamisításért ítélték el Key West-ben.
1985. november 30-án Pasco megyében pisztoly és lőszer rablásban volt gyanúsított.
Ekkoriban a Lori Christine Grody nevet használta, melyet a Michigan-ben élő nagynénjétől/testvérétől (nagyszülei lánya) „kölcsönzött”.
1985 decemberében a floridai közlekedésrendészet beidézte "Lori Grody"-t (Wuornos) érvényes jogosítvány nélküli vezetésért.
1986. január 4-én letartóztatták Miamiban autórablásért, letartóztatással szembeni ellenállásért, és hamis információval való akadályozásért.A Miami rendőrség egy .38-as revolvert, és egy doboz lőszert talált a lopott autóban.
Ezután Wuornos a Susan Blahovec nevet használta, akit Jefferson megyében gyorshajtásért megbüntettek. Pár nappal a jeffersoni eset után találkozott Wuornos a 24 éves Tyria Moore-ral a Daytona bárban. Moore egy motelben dolgozott szobalányként, de otthagyta az állását, és ezután Wuornos prostitúcióból tartotta el magukat. Motelről motelre jártak, és néha egy régi csűrben aludtak. 1987 júliusában Daytona Beach-en kérdezték ki Moore-t és Susan Blahovec-et azzal a gyanúval, hogy Wuornos leütött egy férfit egy sörösüveggel.
Ugyanezen év december 18-án a floridai közlekedésrendészet beidézte Wuornos-t több államot érintő vezetési engedély nélküli vezetésért.
1988. március 12-én Wuornos, Cammie Marsh Greene álnéven, zaklatással megvádolt egy Daytona Beach-i buszsofőrt. A rendőrségnek elmondta, hogy a férfi veszekedés közben betuszkolta őt a buszba. Moore tanúként volt kihallgatva az ügyben.
1988. július 23-án Moore és Wuornos (Susan Blahovec néven) feljelentette a főbérlőjüket, hogy feldúlta a lakásukat. A férfi azt nyilatkozta, hogy ők az engedélye nélkül kitépték a szőnyegét és barnára festették a falat. 1989-ben Wuornos töltetlen fegyverrel utazgatott, bárokban és kamionos pihenőhelyeken dolgozott. Ebben az időben komoly anyagi problémáik voltak.

### Áldozatai
Wuornos első áldozata egy bolt tulajdonos, Richard Mallory volt, Palm Harborban (Florida), 1989. november 30-án, akit korábban nemi erőszakért már elítéltek. Wuornos azt állította, hogy önvédelem volt. A további hat áldozatból ötöt találtak meg.
Azonosított áldozatai:
- David Spears, 1990. június 1.
- Charles Carskaddon, 1990. június 6.
- Peter Siems, 1990. július 4. (autóját megtalálták, de holttestét nem)
- Troy Burress, 1990. augusztus 4.
- Dick Humphreys, 1990. szeptember 12.
- Walter Jeno (Gino) Antonio, 1990. november 19.

### Letartóztatás és ítélet
Wuornos-t akkor sikerült azonosítani, amikor ő és Moore balesetet szenvedtek az egyik áldozat autójával. Járókelőktől kértek segítséget. Bár Wuornos komolyabban megsérült, elmenekült a helyszínről. Fantomképeiket a televízióban is bemutatták. Moore-t lenyomozták Pennsylvania-ban, aki nővéréhez ment. A rendőrség felajánlotta neki, hogy amennyiben Wuornos ellen tanúskodik, védettséget kap. Moore beleegyezett. Biztosítottak számára egy motelszobát Floridában. Levelet írt Aileennak, aki őrizetben volt becsületsértés miatt. Számos telefonhívás után, és miután Tyria öngyilkossággal fenyegetőzött Aileen azt mondta: „Azt teszed, amit tenned kellett. Nem hagyom, hogy börtönbe menj. Ha vallomást kell tennem, megteszem.”
Ebben az évben, január 16-án, vallomást tett. Elmondta, hogy önvédelemből ölte meg Mallory-t, aki megerőszakolta.
1992 januárjában méreginjekció általi halálra ítélték gyilkosság vádjával. De a kivégzése előtt rengetegen tiltakoztak a büntetése ellen. Még a kivégzése napján is 800 nő tüntetett a szerintük igazságtalan ítélet ellen. Sokak szerint Wournos szellemi fogyatékos lehetett, így nem tudta mit csinál. Egy család még örökbe is fogadta a gyilkost. De mégsem változott az ítélet; Aileen Wournos-t, Amerika egyik leghírhedtebb sorozatgyilkos nőjét 2002. október 9-én méreginjekcióval kivégezték. Az ítélet végrehajtásakor 46 éves volt. Holttestét elhamvasztották, és kérésére Natalie Merchant Carnival című dalát játszották le a temetésén.

#### Megtérése, keresztény hívővé válása
Wuornosnak lehetősége volt rá, hogy látogatókat fogadjon a börtönben, így lépett kapcsolatba Arlene Pralle, és Steve Glazer, keresztény hittérítőkkel. Majd állítása szerint hitre jutott és megtért a börtönben, az ítélet végrehajtása előtt. Pralle, és Glazer hivatalosan örökbe fogadta Wuornos-t. Halála előtt megvallotta a hitét egy TV-interjúban, és azzal kapcsolatos meggyőződését, hogy a mennyországba fog jutni a kivégzés után.

## Publikációk
A letartóztatását követő heteken belül Wuornos szeretője, Tyria Moore ügyvédet fogadott, hogy eladja a szerzői jogokat. Wuornos életéről több könyvet is írtak, valamint több filmet is készítettek és televíziós show-ban is bemutatták. Aileen-t pontatlanul az „első sorozatgyilkos nőnek” hívták.

### Könyvek
- Sue Russell - Lethal Intent (2002)
- Miina Hint - Notes from the condemned chamber (2002)
- Michael Reynolds - Dead Ends (2003)

A könyvek magyarul (még) nem jelentek meg.

### Dokumentumfilmek
Nick Broomfield rendezésében:
- Aileen Wuornos: The Selling of a Serial Killer (1992)
- Aileen: Life and Death of a Serial Killer (2003)

Broomfield készítette az ítélet végrehajtása előtti napon az utolsó interjút Wuornos-el.

### Film
Patty Jenkins A rém címmel készített filmet, mely Wuornos történetét mutatja be attól a pillanattól, hogy Lee találkozott Selby Wall-lal, az elsőfokú ítéletig. A filmet 2003-ban mutatták be. A film két főszerepét Charlize Theron (Aileen Wuornos) és Christina Ricci (Tyria Moore; de a filmben Selby Wall) kapta. Theron Aileen megformálásáért megkapta a legjobb színésznőnek járó Oscar-díjat. A hiteles alakítás érdekében felszedett 15 kg-ot, valamint műfogakat hordott, spray-vel kezelték az arcát és elmaszkírozták (szeplők, lebororvált szemöldök). Amikor Theron átvette a díjat, Wuornos 48. születésnapja lett volna, bár ezt nem említette meg a díjátadón mondott beszédben.

### Televízió
- 1992-ben Overkill televízió-sorozatot készített: Az Aileen Wuornos történet főszerepében játszó Jean Smartot Wuornosként először 1992-ben ismerték meg a nézők.
- Wuornos a 60 Minutes-ben (60 perc), az A&E-ben és a Court TV-ben is szerepelt.
- 2015-ben Lily Rabe kapta meg Aileen Wuornos szerepét az Amerikai horror story című sorozat ötödik évadában.

### Zene
- Diamanda Galás Aileent egy igazi hősnek tartotta, ezért a Malediction and Prayer című albumon az Iron Lady című számot neki címezte.
- 2006-ban a Bitch kezei közül került ki a Lee-nek szánt együttérző dal, az "Aileen Wuornos", a Make This/ Breake This című albumon.
- A New Yorkban honos metalcore-együttes, az It Dies Today "Sixth Of June" című számának szövege Aileen utolsó szavain alapszik. A szám a Sirens című albumukon hallható.
- Wuornos életét még operában is feldolgozták: 2001. június 22-24 között San Franciscoban a Yerba Buena Center for the Arts-ban mutatták be. Az operát Carla Lucero zeneszerző írta. Segítette őt Mary Chun, illetve a Jon Sims Center for the Arts (San Francisco) rendezte.
- A japán individual DOOM rock banda, a Church of Misery (Tokió; 1995-ben alakultak) szintén írtak egy dalt Lee-nek Filth Bitch Boogie címen. A szám a 2004-es The Second Coming című albumukon jelent meg.
- SKYND - Aileen Wuornos 2025.03.28